# 莫里斯·赫里奥特
莫里斯·赫里奥特（英語：Maurice Herriott，1939年10月8日—），英国男子田径运动员。他曾代表英国参加1964年和1968年夏季奥林匹克运动会田径比赛，其中1964年奥运会获得一枚银牌。